# Sędziejowice (Sainte-Croix)
Pour les articles homonymes, voir Sędziejowice.
Sędziejowice est une localité polonaise de la gmina de Chmielnik, située dans le powiat de Kielce en voïvodie de Sainte-Croix.